# Oumy Fall
Oumy Fall, née le 7 janvier 1983 à Annemasse (Haute-Savoie), est une basketteuse en fauteuil roulant française, évoluant actuellement au Lyon Métropole Handibasket club. Elle fait aussi partie de l'équipe de France de handibasket féminine et a représenté la France  aux Jeux paralympiques de Rio en 2016.

## Carrière internationale
En tant que membre de l'équipe nationale de handibasket, Oumy Fall a participé aux compétitions suivantes :
- 2013 : Championnat d'Europe, 4e
- 2014 : Championnat du Monde, 8e
- 2015 : Championnat d'Europe, 4e
- 2016 : Jeux paralympiques de Rio, 7e